# Руины (фильм)
«Руи́ны» (англ. The Ruins) — фильм ужасов 2008 года режиссёра Картера Смита, в главных ролях Джонатан Такер, Шон Эшмор, Джена Мэлоун, Лаура Рэмси и Джо Андерсон. Фильм снят по мотивам одноимённого романа Скотта Смита, который также написал сценарий. Это также первый некомедийный фильм, в котором Бен Стиллер — исполнительный продюсер.

## Сюжет
Четырём юным американцам Джеффри, Эми, Стейси и Эрику надоело просто загорать на мексиканских пляжах, поэтому они принимают предложение немецкого туриста Матиаса отправиться с ним и греком Димитриосом к его брату-археологу, который занимается исследованием неописанной до настоящего времени пирамиды майя. Однако изначально происходят странности — таксист из глубинки не хочет везти ребят туда, а по прибытии на место выясняется, что местные жители крайне недовольны их прибытием к пирамиде. Индейцы вооружены ржавым огнестрельным оружием и убивают Димитриоса, однако когда остальные поднимаются на пирамиду, местные просто окружают сооружение.
На пирамиде туристы находят следы немецкой экспедиции, вдобавок им кажется, что в шахте, находящейся внутри здания, звонит сотовый телефон, тогда как их устройства оказываются здесь бесполезны. При попытке спуститься Матиас падает и травмирует себе позвоночник. Эми пытается снова воззвать за помощью к индейцам, при этом, в гневе случайно кидает в одного из мальчиков растущим на пирамиде растением. К ужасу девушки вождь тут же убивает ребёнка. Стейси и Эмили спускаются в шахту, чтобы поднять Матиаса и найти мобильный телефон. Если первое им более-менее удаётся, то вместо телефона девушки находят странные цветы, издающие звуки, подобные звонкам. При попытке приблизиться растения кидаются на девушек, которым с трудом удаётся подняться на поверхность.
Однако цветы постепенно находят своих жертв и здесь — сперва они обгладывают ноги Матиаса, затем проникают в Стейси. Джеф, который учится на врача, ампутирует обгрызанные до костей ноги Матиаса и удаляет несколько побегов из тела девушки, однако она требует продолжать, на что её друзья не соглашаются. Тогда Стейси пытается это сделать самостоятельно, а когда Эрик пытается ей воспрепятствовать, она вонзает нож в его грудь, сама того не осознавая. Тело юноши практически сразу становится добычей растений. В это же время растения съедают и Матиаса. Стейси уговаривает Джефа убить её. Находясь в безвыходном положении, Джеф и Эми пытаются обмануть индейцев, что, однако, стоит студенту-медику жизни. Девушке удаётся добраться до джипа и уехать прочь от злосчастной пирамиды, однако побег растения проникает в её глаз. Через некоторое время через джунгли идут двое мужчин и оживленно переговариваются, увидев древнее сооружение они зовут Димитриоса, но не дождавшись ответа, мужчины направляются прямо к злополучной пирамиде.

## Альтернативная концовка
Эми удается добраться до джипа и уехать прочь. После этого нам показывают лицо девушки крупным планом, и мы видим, что и в ней начинают прорастать злополучные растения. В следующей сцене нам показывают, как человек, насвистывая песенку, высаживает свежие цветы на могилах. Остановившись, он слышит странный звук, исходящий от одной из могил. Когда он подходит ближе, мы видим могилу, на которой написано "Эми" 1986 - 2006. Звук исходил от странного цветка, неизвестно откуда проросшего сквозь землю. Но это был не просто шум, цветок точно повторял мотив насвистываемой садовником песни.

## В ролях
- Джена Мэлоун — Эми
- Джонатан Такер — Джефф Макинтайр
- Шон Эшмор — Эрик
- Лаура Рэмси — Стейси
- Джо Андерсон — Матиас
- Димитри Бавеас — Димитри
- Бар Пали — археолог
- Джордан Смит — Хенрик